# Shintoku
Shintoku (japanska: 新得町?, Shintoku-chō), är en landskommun i Hokkaidō prefektur i Japan.  